# Przemysław Raminiak
Przemysław Raminiak (ur. 10 lutego 1977 w Gorzowie Wielkopolskim) – polski pianista, kompozytor i aranżer jazzowy. W latach 2001–2013 był członkiem zespołu RGG Trio (Raminiak-Garbowski-Gradziuk). W 2015 założył kwartet jazzowy firmowany własnym nazwiskiem - Przemek Raminiak Quartet i tegoż roku zadebiutował on albumem Locomotive.

## Przemek Raminiak Quartet
- Przemysław Raminiak - instrumenty klawiszowe
- Bartosz Kucz - bas
- Frank Parker - perkusja
- Jakub Skowroński - saksofon

### Dyskografia
- 2015: Locomotive [Soliton]